# Molekülgeometrie

Geometrie von Wasser mit Bindungslängen und Bindungswinkeln

Als Molekülstruktur oder Molekülgeometrie wird die geometrische, räumliche relative Anordnung der Atome in einem Molekül bezeichnet. Sie bestimmt maßgeblich wichtige Eigenschaften wie das elektrische Dipolmoment.

## Eigenschaften
Zur Beschreibung werden meist kartesische Koordinaten (x, y, z) verwendet, um die Positionen der Atome anzugeben, oder auch interne Koordinaten, d. h. Bindungslängen und Bindungswinkel und ggf. Diederwinkel. Diese können durch das Auftreten von Symmetrien usw. in 32 Punktgruppen zusammengefasst werden. Die Beschreibung erfolgt typischerweise in der nach Arthur Schoenflies benannten Schoenflies-Symbolik.
Experimentell kann die Molekülstruktur mittels Kristallstrukturanalyse oder Kernspinresonanzspektroskopie (NMR) ermittelt werden.
Für kleine Moleküle aus wenigen Atomen kann die Struktur auch mit den Methoden der Theoretischen Chemie berechnet werden. Eine ungefähre Abschätzung ist mit dem VSEPR-Modell möglich.
| Atome am Zentralatom | Freie Elektronenpaare | Sterische Zahl | Form                           | Idealer Bindungswinkel (Bsp.)                       | Beispiel | Bild |
| -------------------- | --------------------- | -------------- | ------------------------------ | --------------------------------------------------- | -------- | ---- |
| 2                    | 0                     | 2              | linear                         | 180°                                                | CO2      |      |
| 3                    | 0                     | 3              | trigonal-planar                | 120°                                                | BF3      |      |
| 2                    | 1                     | 3              | gewinkelt                      | 120° (119°)                                         | SO2      |      |
| 4                    | 0                     | 4              | tetraedrisch                   | 109,5°                                              | CH4      |      |
| 3                    | 1                     | 4              | trigonal-pyramidal             | 109,5° (107,8°)                                     | NH3      |      |
| 2                    | 2                     | 4              | gewinkelt                      | 109,5° (104,48°)                                    | H2O      |      |
| 5                    | 0                     | 5              | trigonal-bipyramidal           | 90°, 120°                                           | PCl5     |      |
| 4                    | 1                     | 5              | wippenartig                    | ax–ax 180° (173,1°), eq–eq 120° (101,6°), ax-eq 90° | SF4      |      |
| 3                    | 2                     | 5              | T-förmig                       | 90° (87,5°), 180° (175°)                            | ClF3     |      |
| 2                    | 3                     | 5              | linear                         | 180°                                                | XeF2     |      |
| 6                    | 0                     | 6              | octaedrisch                    | 90°, 180°                                           | SF6      |      |
| 5                    | 1                     | 6              | quadratisch-pyramidal          | 90° (84,8°)                                         | BrF5     |      |
| 4                    | 2                     | 6              | quadratisch-planar             | 90°, 180°                                           | XeF4     |      |
| 7                    | 0                     | 7              | pentagonal-bipyramidal         | 90°, 72°, 180°                                      | IF7      |      |
| 6                    | 1                     | 7              | pentagonal-pyramidal           | 72°, 90°, 144°                                      | XeOF5−   |      |
| 5                    | 2                     | 7              | pentagonal-planar              | 72°, 144°                                           | XeF5−    |      |
| 8                    | 0                     | 8              | quadratisch-antiprismatisch    |                                                     | XeF8(2−) |      |
| 9                    | 0                     | 9              | tricapped trigonal-prismatisch |                                                     | ReH9(2−) |      |